# Юрова, Любовь Леонидовна
Любо́вь Леони́довна Ю́рова (музейное прозвище Солнце; 1946 — 16 января 2010) — советский и российский искусствовед, историк искусства; музейный работник. Исследовательница русского авангарда, автор монографии «Русский авангард в собрании Ярославского художественного музея» (2009). Заместитель директора по научной работе Ярославского художественного музея (1980—2010). Заслуженный работник культуры Российской Федерации (2001).

## Биография
Любовь Юрова родилась в 1946 году.
В 1975 году окончила отделение истории и теории искусства исторического факультета Московского государственного университета имени М. В. Ломоносова (МГУ); ученица Дмитрия Сарабьянова.
С 1975 года после окончания МГУ работала в Ярославском художественном музее, с 1980 года — заместитель директора по научной работе.
На личные средства Любови Юровой в 2008 году была отреставрирована икона XVIII века «Сретение Господне» из собрания Ярославского художественного музея.
Умерла от рака 16 января 2010 года, похоронена на Игнатовском кладбище Ярославля рядом с могилами родителей и брата.

### Личная жизнь
Любимый мужчина Любови Юровой, художник, умер сорокалетним; после этого она никогда не выходила замуж. Воспитывала сына Ивана.

## Научная и музейная деятельность
Область профессиональных интересов: русское искусство конца XIX — начала XX века, русский авангард (музейная коллекция), искусство художников Москвы конца XX — начала XXI веков (комплектование коллекции), Ярославский художественный музей — коллекция и идентичность, структура. Любовь Юрова — автор нескольких десятков публикаций по теме русского авангарда. В 2009 году итоги работы по полному описанию произведений из собрания Ярославского художественного музея, их бытованию, атрибуции, сравнительному анализу и каталогизации были обобщены Юровой в монографии «Русский авангард в собрании Ярославского художественного музея».
При Юровой в должности заместителя директора по научной работе Ярославского художественного музея (1980—2010) музейная коллекция выросла с 7 до 70 тысяч единиц хранения. Любови Юровой принадлежали воплощённые идеи по созданию экспозиции «Губернаторский сад. Скульптура в пленэре» и филиалов Ярославского художественного музея «Дом-музей А. М. Опекушина» (Рыбницы) и «Дом на Новинской» (Тутаев). При активном участии Любови Юровой Ярославский художественный музей приобрёл коллекцию Виктора Ашика. Под руководством Юровой были подготовлены основные издания музея: альбом «Ярославский художественный музей» (1983), путеводитель по музею (1982, 1987), каталог собрания «Иконы 13-16 веков» (2002, том 1), «Русские художники в Китае» (2004), каталог «Коллекция Ашиков. Семейное призвание» (2006), «Ярославский художественный музей» (2007), каталоги выставок «Провинциальный идеализм. Город. Три века художественной традиции» (2007), «Мастера русского авангарда» (2003), «Неизвестный авангард» (2005), сборники «Научные чтения памяти И. П. Болотцевой» (1996—2009), сборник статей «Научные чтения памяти Н. В. Перцева» (2007).

## Личные качества
В Ярославском художественном музее считалась лидером. Несмотря на тяжёлый неуживчивый характер, ещё в 1970-х годах была наделена сотрудниками музея прозвищем Солнце, сохранявшимся до её смерти. Была разборчива в еде и одежде. С подачи «кошатницы» Любови Юровой эмблемой музея стала кошка. Два её музейных кота вошли в историю Ярославского художественного музея — чёрный кот Фёдор, который в советское время приходил на партийные собрания и «восседал» в президиуме, и бродящий по залам музея плутоватый кот Борис.

## Награды и звания
- Знак отличия «За достижения в культуре» (1998)[3]
- Заслуженный работник культуры Российской Федерации (2001)[3]
- Дважды лауреат Ярославской областной премии имени И. А. Тихомирова в области культуры и искусства в номинации «Музейное дело и краеведение» (1997, 2007)[2]
- Лауреат ярославской городской премии в области культуры и искусства (2009)[2]
- Ветеран труда[3]